# بوب سيمز (لاعب كرة سلة مواليد 1938)
بوب سيمز (بالإنجليزية: Bob Sims)‏ مواليد 9 أكتوبر 1938، كان لاعب كرة سلة أمريكي. تم اختياره من قبل فريق أتلانتا هوكس خلال الدرافت. حمل الرقم 12. بلغ طوله 6 قدم 5 بوصة (2.0 م). لعب مع لوس أنجلوس ليكرز وأتلانتا هوكس.

## روابط خارجية
- بوب سيمز على موقع إن بي أي (الإنجليزية)
- بوب سيمز على موقع سبورتس رفرنس (الإنجليزية)
- بوب سيمز على موقع كلية كرة السلة في سبورتس رفرنس.كوم (الإنجليزية)
- بوب سيمز على موقع ريلجم (الإنجليزية)